# Dave Keuning
Dave Brent Keuning, född 28 mars 1976 i Pella, Iowa, är en amerikansk musiker. Han är känd som gitarrist i indierockbandet The Killers.
Keuning bildade The Killers tillsammans med Brandon Flowers, som han träffat efter att ha flyttat till Las Vegas, Nevada 2000. Dave Keuning tog en paus från The Killers 2017.

## Diskografi

### Med The Killers
Studioalbum
- 2004 – Hot Fuss
- 2006 – Sam's Town
- 2008 – Day & Age
- 2012 – Battle Born
- 2017 – Wonderful Wonderful

Livealbum
- 2009 – Live from the Royal Albert Hall

Samlingsalbum
- 2007 – Sawdust
- 2013 – Direct Hits
- 2016 – Don't Waste Your Wishes

EP
- 2011 – (RED) Christmas EP

Singlar på Billboard Hot 100
- 2003 – "Mr. Brightside" (#10)
- 2004 – "Somebody Told Me" (#51)
- 2004 – "All These Things That I've Done" (#74)
- 2006 – "When You Were Young" (#14)
- 2006 – "A Great Big Sled" (med Toni Halliday) (#54)
- 2007 – "Read My Mind" (#62)
- 2007 – "Shadowplay" (Joy Division cover) (#68)
- 2008 – "Human" (#32)
- 2008 – "Spaceman" (#67)
- 2010 – "Boots" (#79)
- 2012 – "Runaways" (#78)

### Som Keuning
Studioalbum
- 2019 – Prismism[4]